# Pseudo-Nerón

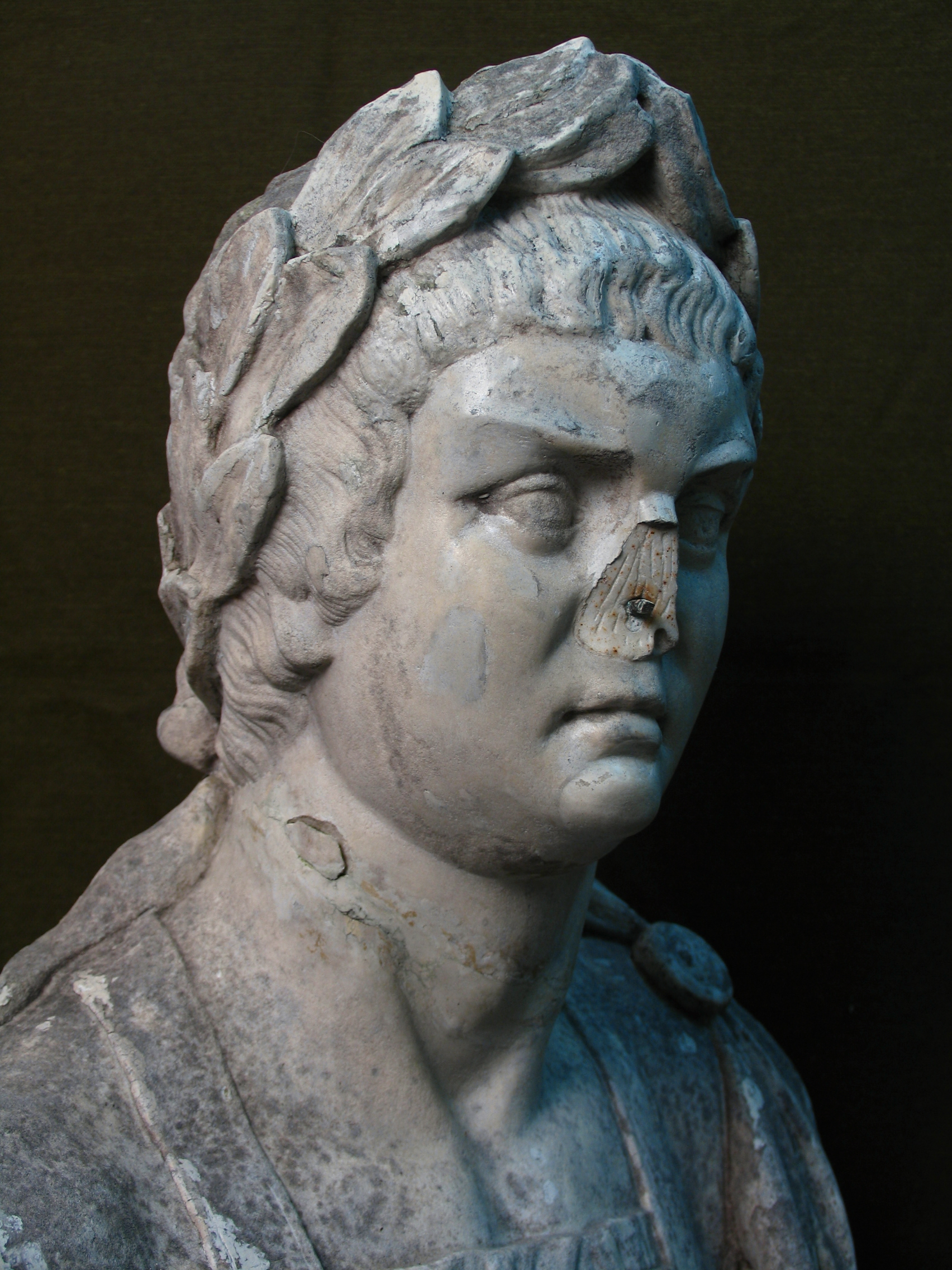
Busto de Nerón, emperador romano desde el año 54 hasta el día de su muerte el 9 de junio de 68

Después de que el emperador romano Nerón se suicidó cerca de la villa de su liberto Faón en junio del año 68, aparecieron varios pseudo-Nerones entre el otoño del año 69 y el reinado del emperador Domiciano. La mayoría de los eruditos establece que hubo dos o tres impostores de Nerón.Agustín de Hipona (s. a.) escribió sobre la creencia popular de que Nerón regresaría a su debido tiempo conocida como la leyenda de Nero Redivivus. Además de los tres pseudo-Nerones documentados,Suetonio (s. a., p. 57) hizo referencia a unos edictos imperiales emitidos a nombre del fallecido Nerón que alentaron a sus seguidores y prometieron su retorno inminente para vengarse de su enemigos.
Se puede atribuir la creencia en la supervivencia de Nerón en parte a la incierta ubicación del sitio de su muerte, aunque según Suetonio, Icelo, liberto de Galba, vio el cadáver del emperador e informó de este hecho a su señor. También a Nerón se le negó el entierro fastuoso que se concedía a los emperadores populares y a los miembros de la familia imperial, lo que pudo haber dejado insatisfechos y suspicaces a los plebeyos que le amaban. Además, no fue enterrado en el Mausoleo de Augusto con el resto de los emperadores de la dinastía Julio-Claudia, sino en una tumba en Pincio, en el cementerio de la familia Enobarbo (Suetonio, s. a., p. 50). La popularidad póstuma de Nerón entre los plebeyos les inspiró a depositar flores en su tumba.
Otra posible fuente de inspiración para aquellos que personificaron a Nerón fue la circulación de profecías que predecían que  la recuperación de su reino tendría lugar en Oriente (Suetonio, s. a., p. 40). Una versión indicaba que resurgiría en Jerusalén. Estas profecías han sido relacionadas con la carta astral de Nerón, la cual, según se interpreta, indicaba la pérdida de su patrimonio y su recuperación en Oriente. Tácito pudo haberse referido a tales profecías cuando escribió sobre los rumores que circulaban acerca de Nerón después de su muerte, lo que habría contribuido a la creencia de que había sobrevivido. Se cree que el retorno de Nerón pudo haber inspirado al autor de Apocalipsis cuando escribió sobre el adversario escatológico llamado la Bestia, que es herido de muerte y luego sana milagrosamente. El número de la Bestia, que varía entre 666 y 616 según el manuscrito, ha sido identificado por algunos como el valor numérico de las letras del nombre de Nerón. Nerón también aparece explícitamente con esta función en la Ascensión de Isaías y algunos libros de los oráculos sibilinos. Debido a estas y otras profecías, por mucho tiempo se pensó que Nerón era el Anticristo. Dado el breve éxito de los impostores de Nerón y la incorporación de Nerón en la literatura escatológica, la creencia en su inminente retorno perduró siglos.

## Primer impostor
El primer pseudo-Nerón apareció en el otoño del año 68 o a inicios del invierno de 69 en la provincia romana de Acaya, ubicada en la moderna Grecia. Nerón había visitado recientemente Grecia (entre los años 66-67) para participar en sus Juegos Panhelénicos, lo que podría explicar parte del apoyo que recibió el impostor. Tácito atribuyó el fenómeno a la credulidad y la naturaleza conflictiva de los griegos, los cuales aparentemente le disgustaban. El impostor, según Tácito, era un esclavo de Ponto o un liberto de Italia. El historiador no revela mucho sobre el inicio de la carrera del impostor, excepto que reunió consigo a un séquito de desertores del ejército y se dispuso a la mar.
El séquito del impostor fue arrastrado por una tormenta a Citnos, una isla menor de las Cícladas, la cual solo tenía una comunidad digna de denominarse polis. Supuestamente, allí se dedicó a la piratería. Citnos siempre había sido conocida como una base frecuentada por piratas. El pseudo-Nerón también convocó soldados romanos que se dirigían a Italia. Galba, el sucesor de Nerón, probablemente le asignó a Calpurnio Asprenas la tarea de detener al impostor con el propósito de asumir el cargo de gobernador de la provincia de Galacia y Panfilia. Con información proporcionada por capitanes navales de que el pseudo-Nerón había intentado seducir a sus seguidores, Asprenas ordenó a sus soldados que asaltaran el barco y mataran al impostor y envió la cabeza del impostor en una gira por Asia y luego a Roma.

## Segundo impostor
El segundo pseudo-Nerón apareció durante el reinado de Tito. Era un asiático llamado Terencio Máximo que, como Nerón, cantaba al son de la lira. Además, se parecía al fallecido emperador. Ganó un gran número de seguidores desde el río Éufrates hasta Partia. Más tarde huyó a Partia y trató de obtener el apoyo de su rey para regresar a Armenia, alegando que le debía retribución. Artabano II, el rey de Partia, encolerizado contra Tito, le recibió e hizo los preparativos para hacerlo volver a Roma. Sin embargo, Terencio Máximo fue ejecutado cuando su verdadera identidad fue revelada.
Basándose en la vida de Terencio Máximo, Lion Feuchtwanger escribió una novela histórica titulada Der falsche Nero y publicada en 1936.

## Tercer impostor
El tercer pseudo-Nerón apareció veinte años después de la muerte de Nerón, durante el reinado de Domiciano. Fue firmemente apoyado por los partos, con quienes casi lleva a cabo una guerra.